# 29 Manga Barcelona
El 29 Manga Barcelona (també conegut com el 29è Saló del Manga de Barcelona) fou la 29a edició del Saló del Manga de Barcelona. Es va celebrar del dijous 7 al diumenge 10 de desembre de 2023, als pavellons 4, 5 i 6 de Fira Gran Via de l'Hospitalet de Llobregat.
El saló ocupà 85.000 m², 3.000 més que el 2022. D'aquesta manera, els espais Manga Sports i Nihongo Experience van poder oferir major capacitat i acollir a més públic. Així mateix, la sala Kitsune i l'Auditori van canviar d'ubicació, augmentant també la capacitat i podent reunir a més públic. En total, el nou espai va poder reunir a 272 expositors.
Al llarg dels quatre dies que va durar la convenció otaku, 165.000 visitants van passar pel recinte firal de l'Hospitalet de Llobregat, un nou rècord d'assistència que va superar lleugerament els 163.000 assistents de l'edició anterior.
La directora del Manga Barcelona, Meritxell Puig, va fer una valoració «molt positiva» de l'edició i de la nova distribució d'espais. Puig va afirmar que la segona edició a la Fira Gran Via de l'Hospitalet de Llobregat havia aconseguit consolidar tant l'espai com les noves dates, durant el pont de la Puríssima.

## Novetats

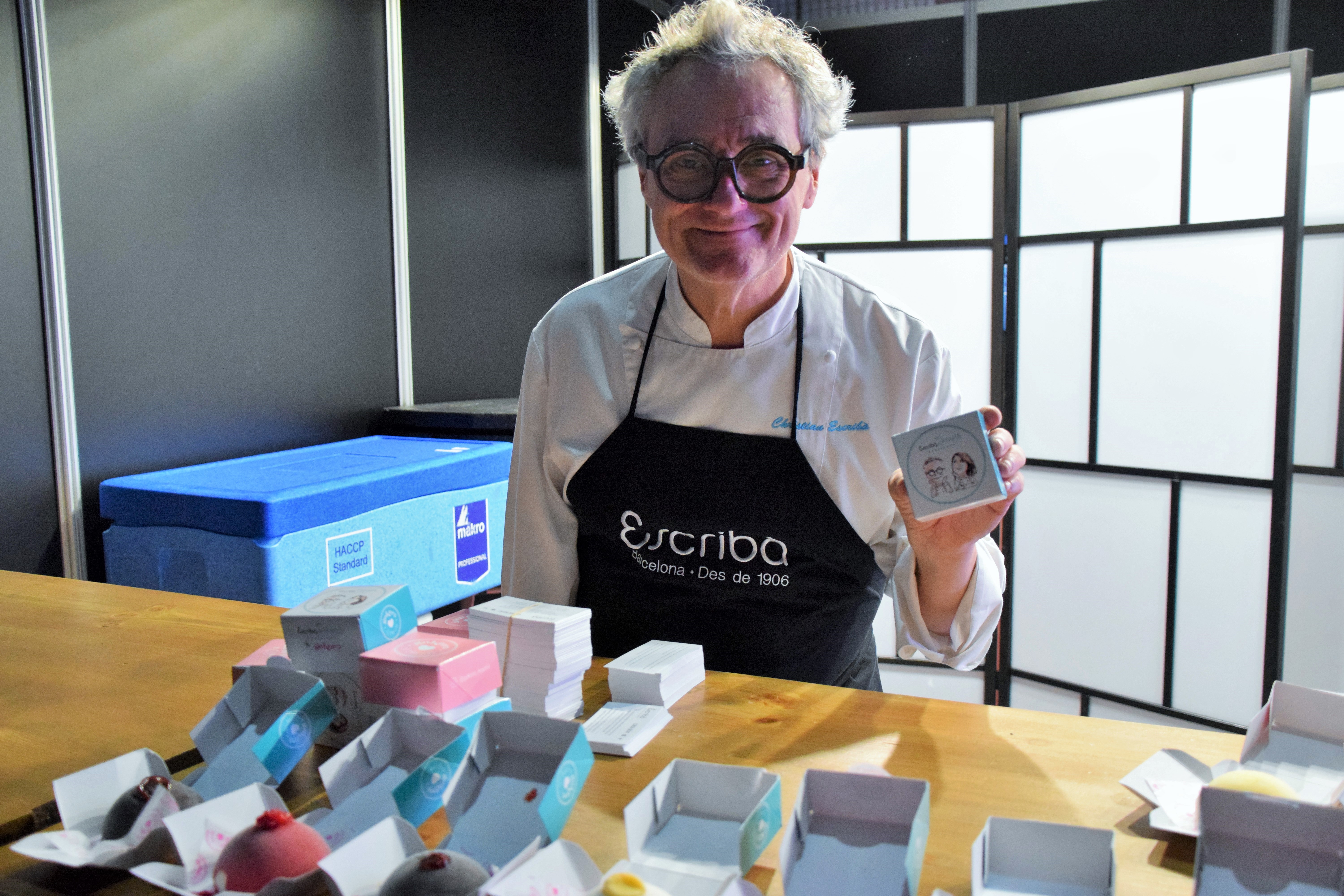
El pastisser Christian Escribà, amb mochis de crema catalana.

En aquesta edició Ficomic va refermar la seva aposta pel català, que ja s'havia deixat veure en l'anterior edició, en la qual diverses editorials havien sorprès amb l'anunci de l'adquisició de diverses llicències que serien editades en català. Seguint aquest camí, Ficomic va introduir dues categories noves al palmarès: el premi al millor manga publicat en català i el premi al millor anime amb doblatge català. Ficomic pretenia així «fomentar i recolzar la iniciativa d’editorials i distribuïdores envers la publicació i estrenes de manga i anime en català». Addicionalment, entre les estrenes d'anime més destacades, es va projectar la pel·lícula Detectiu Conan: Black iron submarine, doblada al català, i que va acabar guanyant el Premi Auditori.
Una altra projecció destacada fou la pel·lícula El meu veí Totoro, en motiu el seu 35è aniversari de la seva estrena. La projecció va anar acompanyada d'una exposició en homenatge al clàssic de l'animació japonesa. La mostra, comissariada per Jordi Pastor i Reinaldo Pereira, va comptar amb 35 obres de diferents artistes que pretenien reinterpretar el personatge de la pel·lícula.
A nivell culinari, la gran novetat fou la presència en exclusiva pel 29 Manga Barcelona de mochis de crema catalana, un típic dolç japonès adaptat a la gastronomia catalana que per a l'ocasió oferia la pastisseria Escribà Dreams en cooperació amb Gokoro. Segons la directora de Ficomic, aquest mochi «representa a la perfecció el nostre propòsit d’alabar la unió de la cultura catalana amb la japonesa». A més, l'espai gastronòmic Nihon Ryori va oferir cada dia un taller especialitzat en mochis.
Una altra novetat la va constituir la incorporació d'un nou espai a la convenció otaku, anomenat "Manga Stream". Aquest nou espai, obert al públic, va estar centrat en el mitjà audiovisual i va oferir una programació formada per diverses entrevistes als protagonistes de l'edició, continguts sobre novetats i podcasts sobre manga i anime. Entre la programació hi destacava Puja al puto robot!, un podcast fruit de la col·laboració entre Radio Primavera Sound i Manga Barcelona presentat per Ofèlia Carbonell i Oriol Estrada, que per a l'ocasió van convidar el cantant Fermin Muguruza, que va mostrar la seva faceta d'amant de l'anime.
Entre les noves activitats ofertes, els aficionats de k-pop van poder comptar amb l'organització de la primera fase preliminar espanyola del concurs "Kpop Dance Fight Fest".
Finalment, Ficomic va iniciar una col·laboració amb la Federació Catalana d'Autisme, instal·lant un punt d'informació dedicat a aquest col·lectiu, a més de la inclusió d'un "Espai de la Calma", una zona de mínim soroll possible, proveïda de llum tènue i material sensorial, per tal de permetre als visitants de la convenció de reposar-se i relaxar-se.

## Aposta pel manga i anime en català
Una de les grans novetats de l'edició d'enguany del Manga Barcelona fou la introducció per primera vegada de premis destinats a l'anime i manga publicats en català.
El boom de vendes de manga dels darrers anys havia anat també acompanyat d'un increment progressiu de títols traduïts al català i Ficomic va voler reflectir aquest fenomen en el palmarès. Els premis introduïts foren el "premi al millor manga publicat en català" i el "premi al millor anime amb doblatge català". D'aquesta manera, Ficomic pretenia fomentar i donar suport a la iniciativa d'editorials i distribuïdores per a publicar manga i anime en català.
Enguany, les editorials catalanes havien confirmat la llicència de vuit títols nous, entre els quals destacava la nova edició de Naruto en format de 3 en 1. Per altra banda, el canal SX3 havia anunciat l'emissió en català d'aquest manga.
En general, doncs, les editorials prosseguien el camí de continuar apostant per l'edició de manga en català. La sola incògnita l'havia constituït l'editorial Kaji Manga, que publicava els seus títols íntegrament en català, i que feia uns mesos havia anunciat la paralització de més publicacions. Durant el Saló del Manga, l'editorial va anunciar que «estaven treballant per tal de garantir l'estabilitat del segell i el seu pla de llançaments per tornar a arrancar amb força».

## Cartell

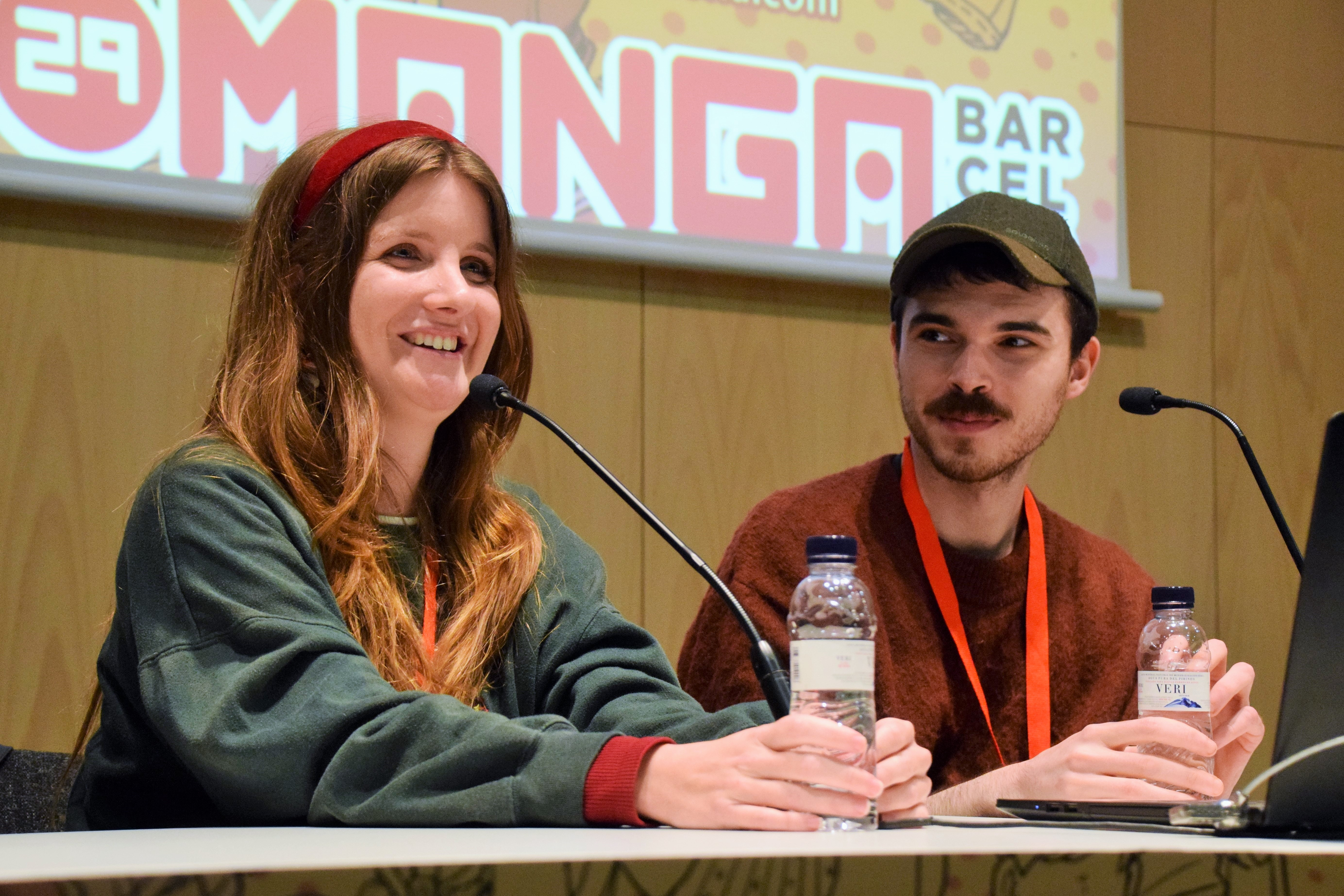
Míriam Bonastre en una taula rodona amb Carles Dalmau.

Ficomic va voler encarregar el cartell de la 29a edició del Manga Barcelona a l'autora catalana Míriam Bonastre, que havia triomfat amb el còmic digital Hooky a la plataforma Webtoon, més endavant publicat també per l'editorial Harper Collins als Estats Units, entrant a la llista dels llibres més venuts del diari The New York Times.
Amb el cartell, Bonastre va voler reflectir l'ambient festiu i divers del Manga Barcelona, amb un públic multitudinari i eufòric que celebra el retrobament després de l'aturada a la qual havia obligat la pandèmia de Covid, un ambient que s'havia trobat a faltar en les passades edicions del Manga Barcelona.

## Exposicions
- Manga Kids Academy. L'escola japonesa és un tema molt recurrent en el món del  manga: des de Shin-Chan a Sakura, la caçadora de cartes, passant per un llarg etcètera. L’exposició va proveïr informació general i les imatges més característiques de l’escola japonesa: etapes, uniformes, dinar, esports típics, etc.

- Itadakimanga. Exposició dedicada a la gastronomia i plats més populars que apareixen als mangues: des de ramen, okonomiyaki, doraiakis o mochis. Les il·lustracions dels plats i begudes més populars de la cuina japonesa van anar a càrrec de l’artista Carles Dalmau.[5]

- 35 anys de Toroto. Exposició dedicada al 35è aniversari de la pel·lícula El meu veí Totoro. Va incloure il·lustracions de diversos artistes que van interpretar els personatges de la pel·lícula. Fou comissariada per Jordi Pastor i Reinaldo Pereira, amb la participació de l'Escola Joso i Fonofox.

## Palmarès

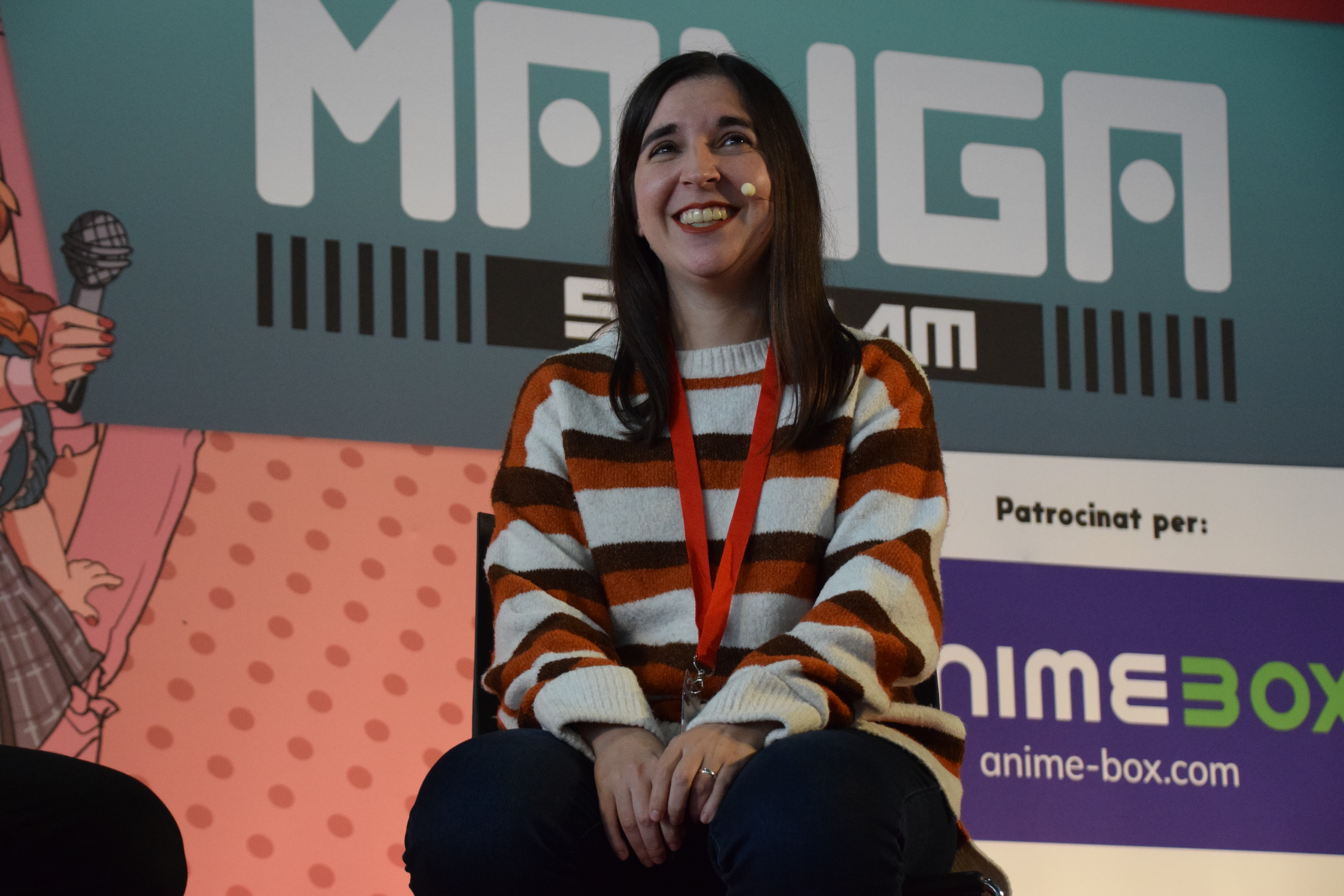
Ana C. Sánchez, guanyadora del premi al millor manga d'autoria espanyola per Limbo.

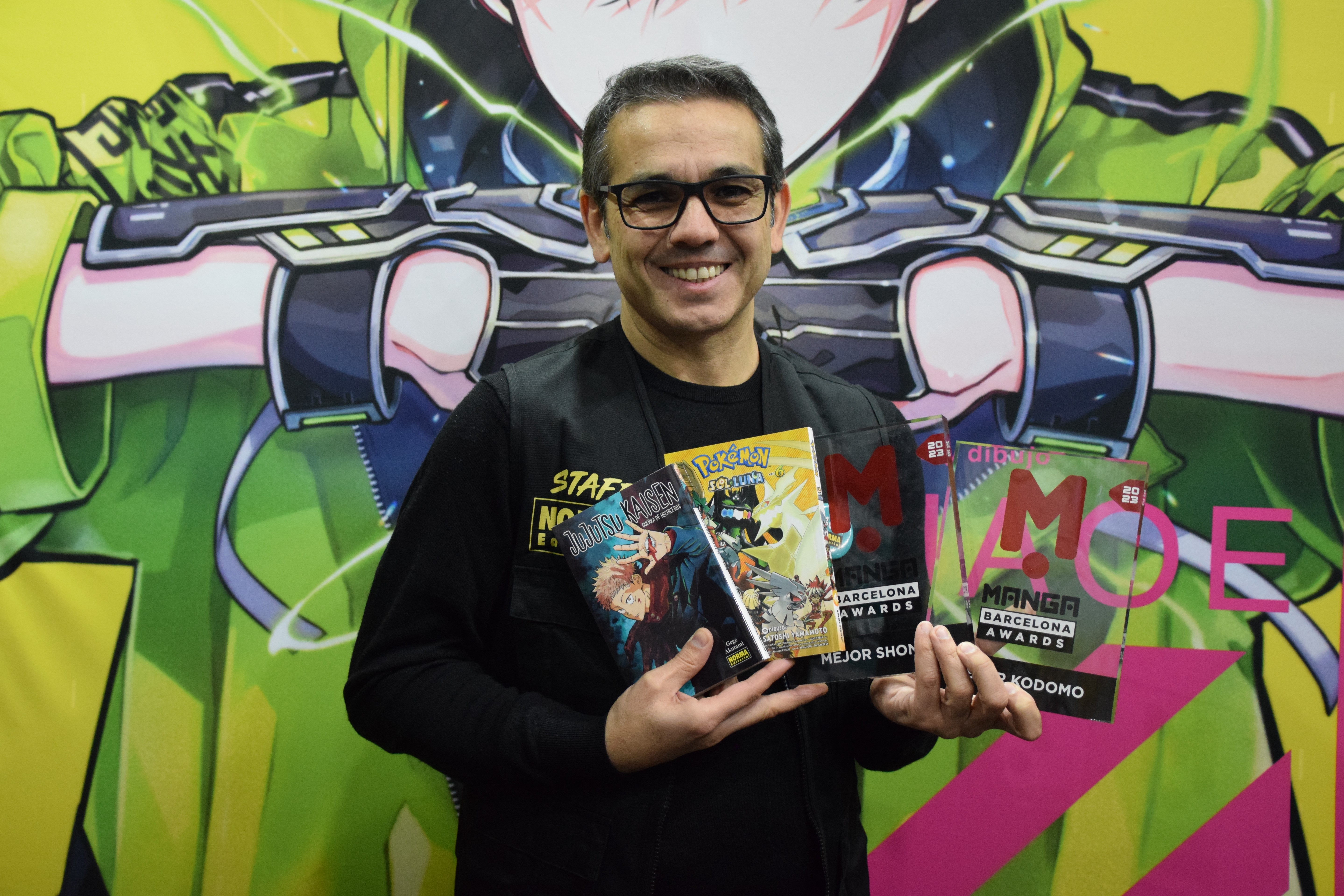
Óscar Valiente, de Norma, editorial doblement recompensada.

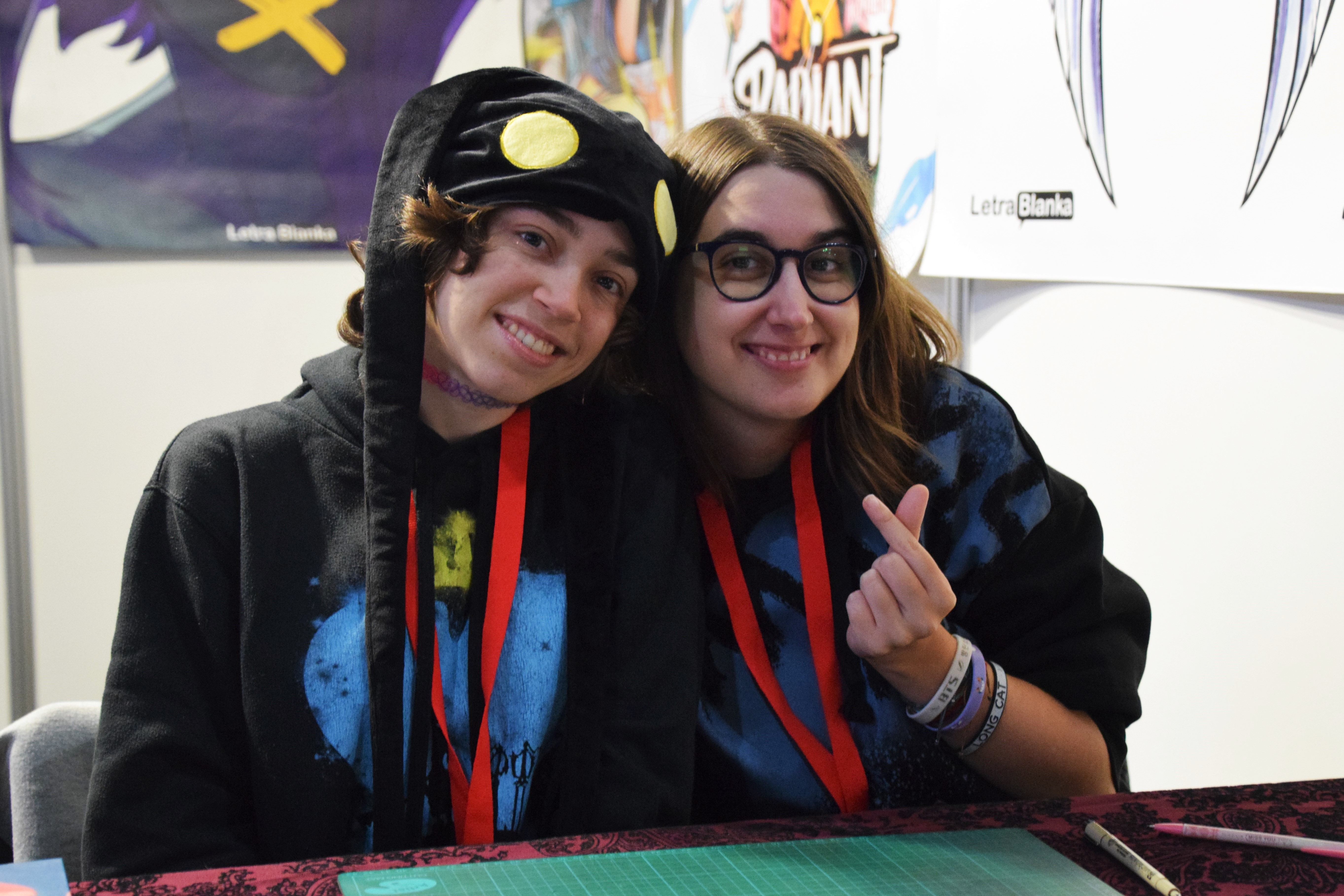
Les autores Ran i Kurohaine, nominades al premi al millor manga d'autoria espanyola per Urara.

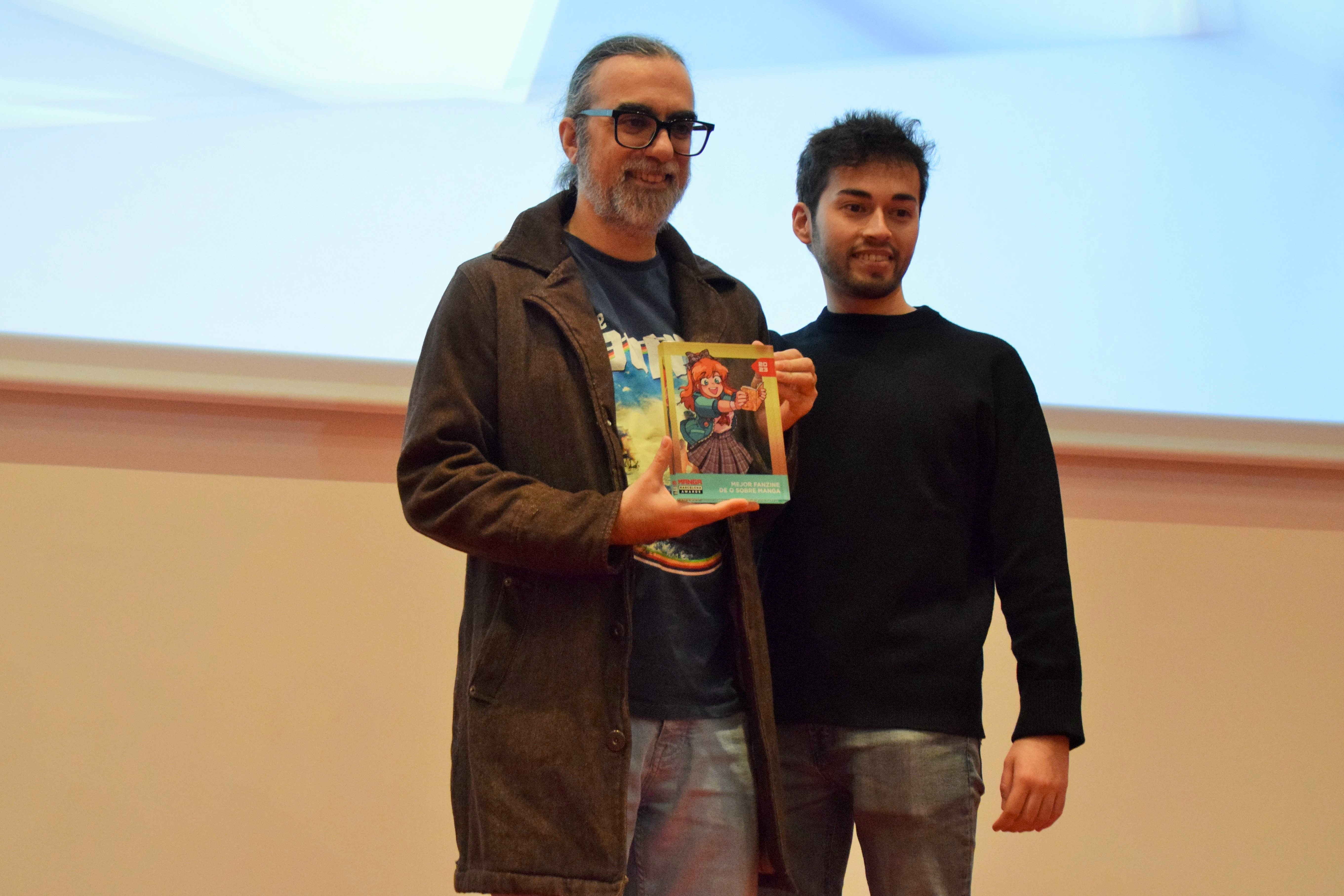
Els autors I.L. Escudero i Carlo Romero, guanyadors del Premi al Millor fanzine.

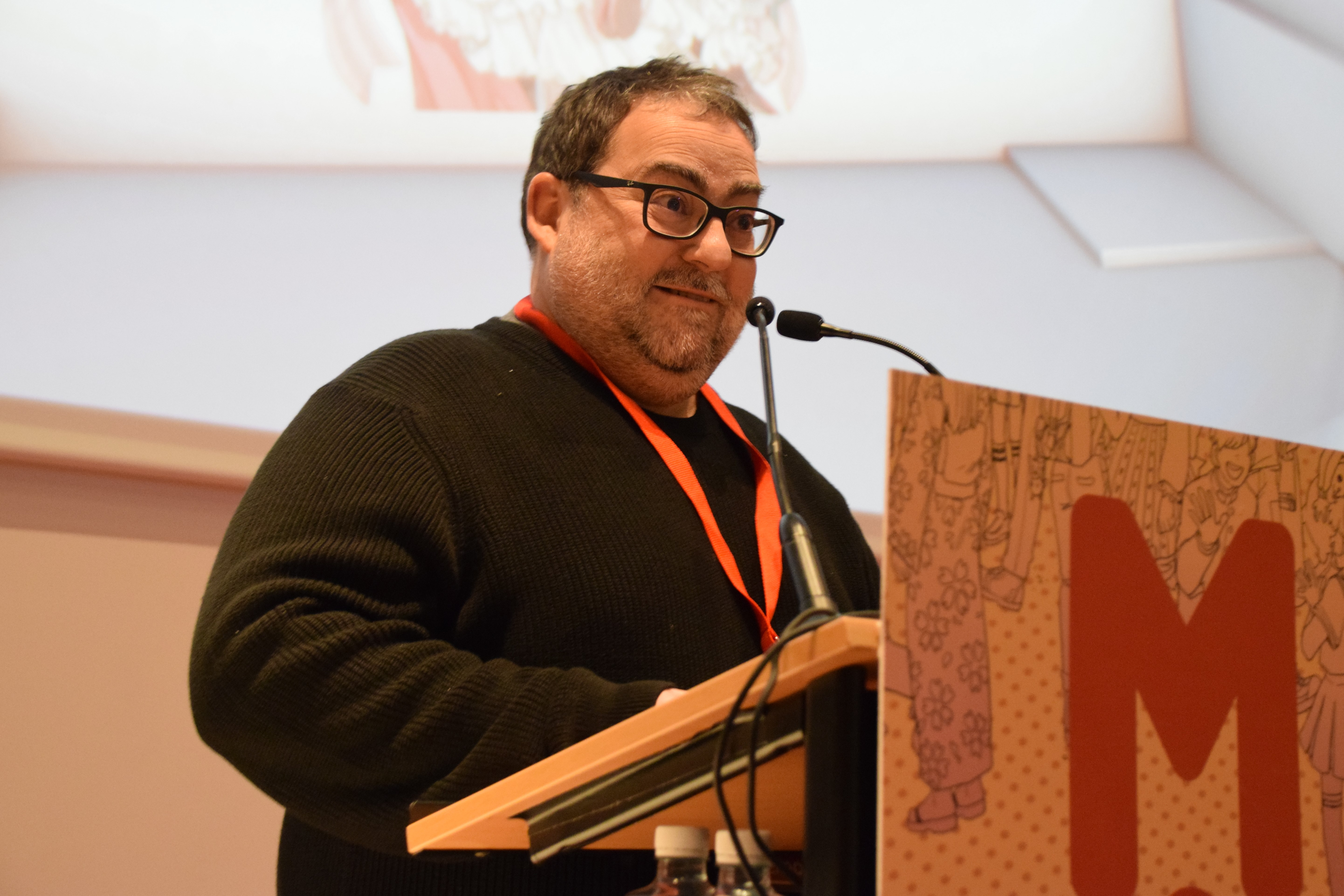
L'editor d'Arechi Manga Carles Miralles, doblement premiat.

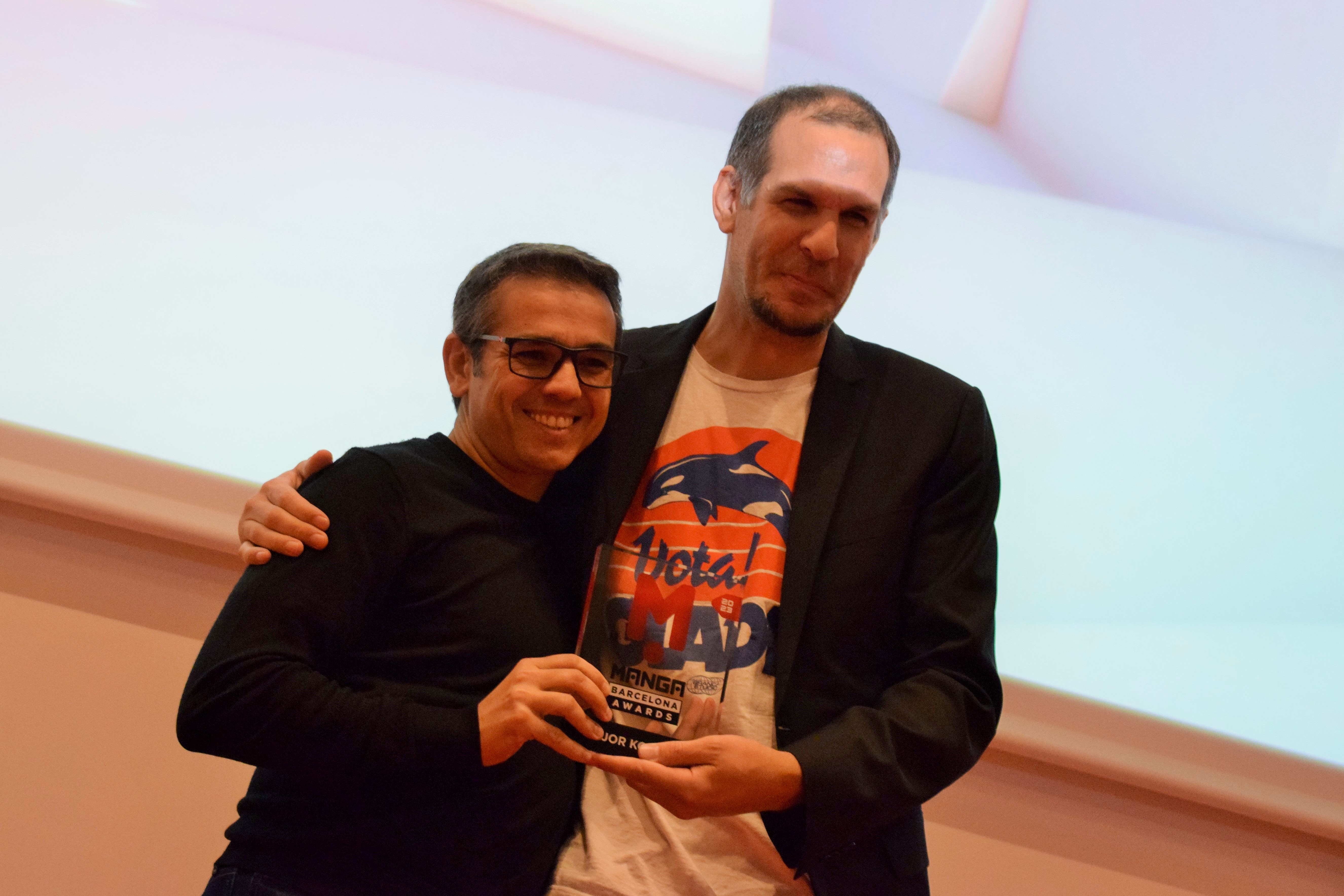
Óscar Valiente, recollint el Premi al Millor kodomo.

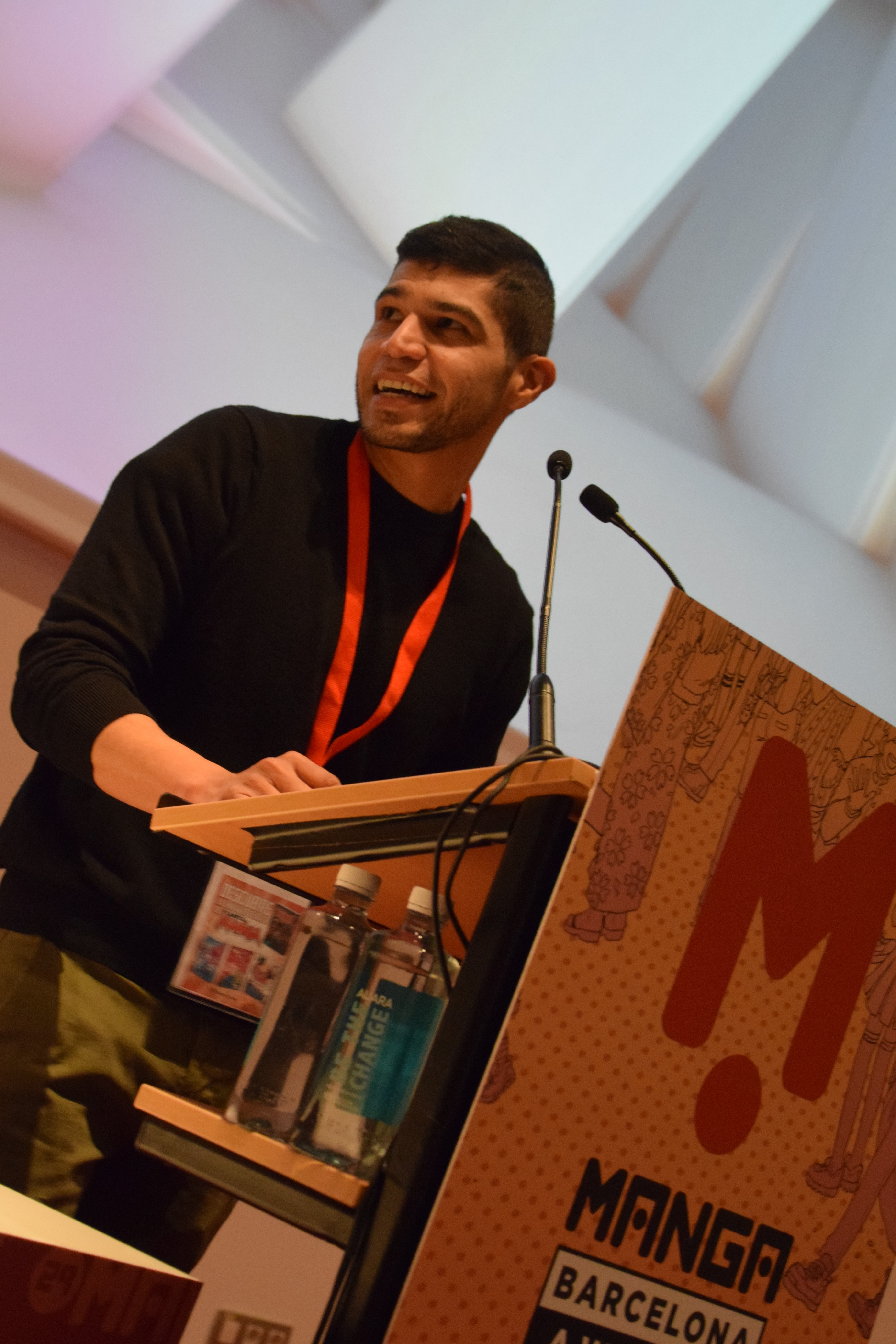
Carlos Subero de Milky Way, editorial doblement premiada.

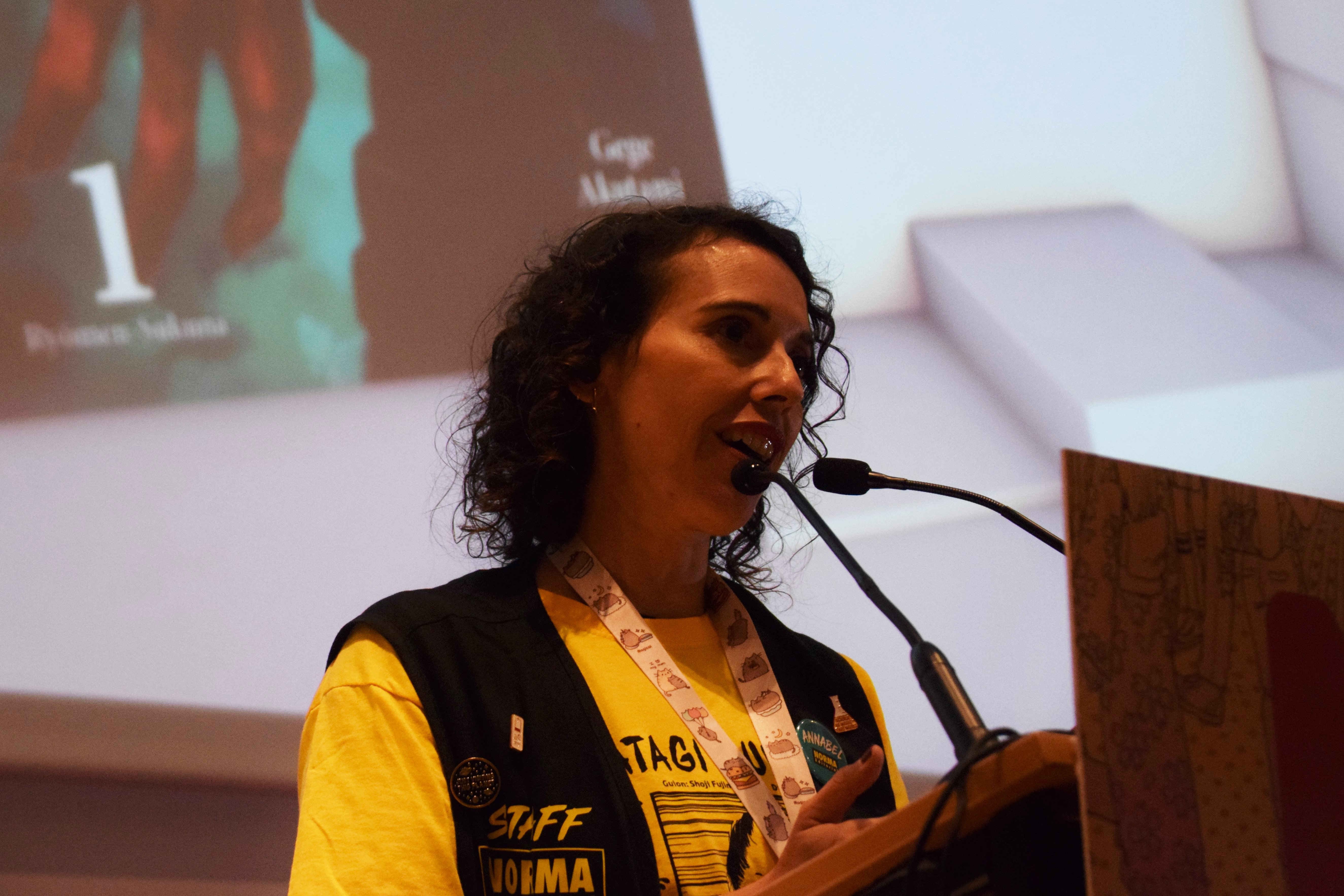
Anabel Espada, de Norma, recull el Premi al Millor shonen.

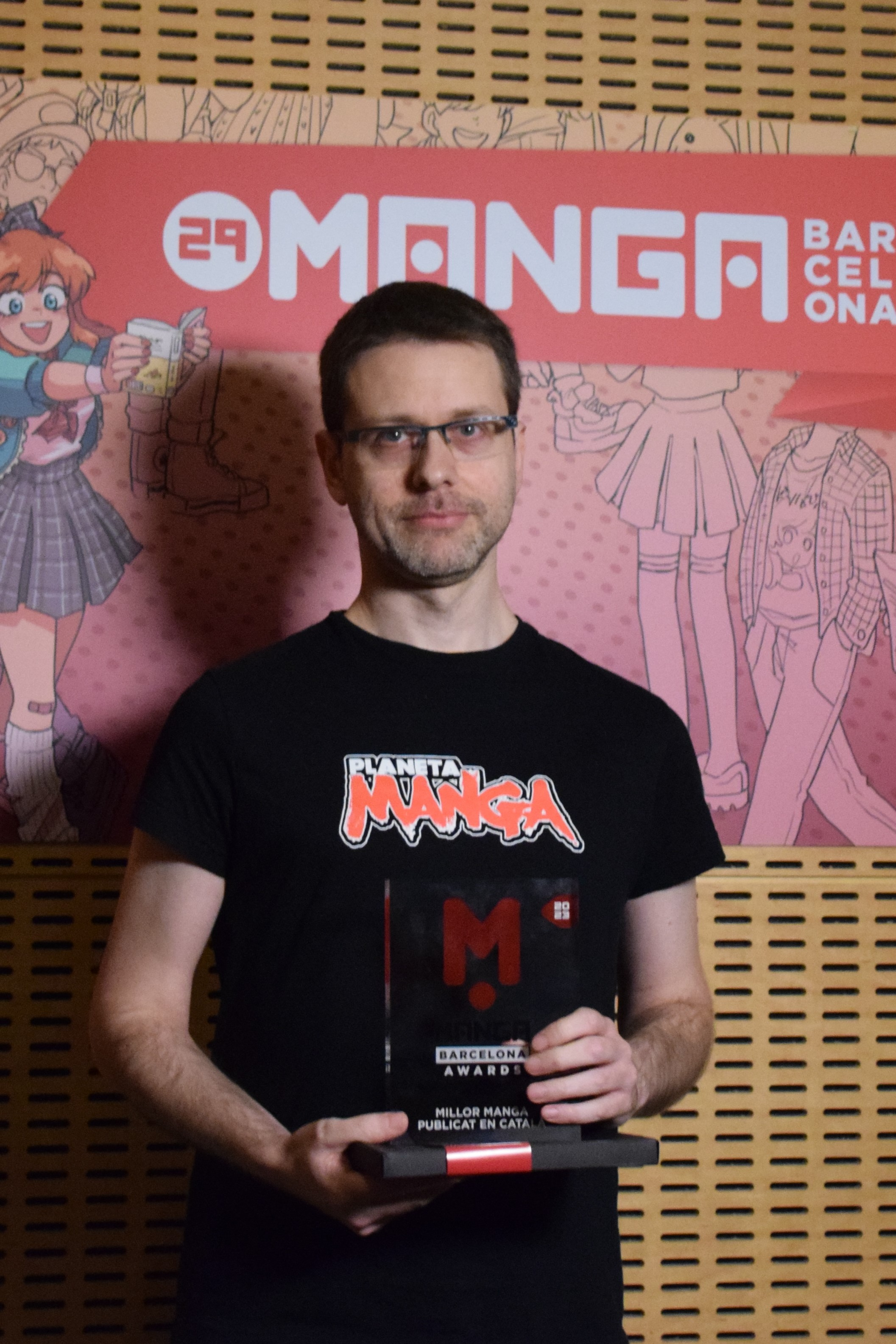
David Hernando de l'editorial Planeta Cómic recull el premi al millor manga en català.

### Apartat manga

#### Millor shonen
Premi atorgat al millor manga shonen.
| Títol          | Autor/s           | Editorial     |
| -------------- | ----------------- | ------------- |
| Haikyû!!       | Haruichi Furudate | Planeta Cómic |
| Jujutsu Kaisen | Gege Akutami      | Norma         |
| Spy × Family   | Tatsuya Endo      | Ivrea         |

#### Millor shojo
Premi atorgat al millor manga shojo.
| Títol                          | Autor/s                 | Editorial |
| ------------------------------ | ----------------------- | --------- |
| Akatsuki no Yona               | Mizuho Kusanagi         | Norma     |
| Confuso primer amor            | Wataru Hinekure i Aruko | Milky Way |
| Utena, la chica revolucionaria | Chiho Sato i Be-Papas   | Norma     |

#### Millor seinen
Premi atorgat al millor manga seinen.
| Títol                | Autor                        | Editorial           |
| -------------------- | ---------------------------- | ------------------- |
| Atelier of Witch Hat | Kamome Shirahama             | Milky Way Ediciones |
| Oshi no Ko           | Aka Akasaka i Mengo Yokoyari | Editorial Ivrea     |
| Skip and Loafer      | Misaki Takamatsu             | Milky Way           |

#### Millor josei
Premi atorgat al millor manga josei.
| Títol                  | Autor          | Editorial      |
| ---------------------- | -------------- | -------------- |
| Chihayafuru            | Yuki Tsuetsugu | ECC            |
| Don't call it mistery  | Yumi Tamura    | Distrito Manga |
| La princesa bibliófila | Yui Kikuta     | Arechi Manga   |

#### Millor kodomo
Premi atorgat al millor manga kodomo.
| Títol                 | Autor                             | Editorial     |
| --------------------- | --------------------------------- | ------------- |
| Neko Soccer!          | Atsushi Ooba                      | Norma         |
| Pokémon Sol y Luna    | Hidenori Kusaka, Satoshi Yamamoto | Norma         |
| Super Mario Aventuras | Yukio Sawada                      | Planeta Cómic |

#### Millor BL
Premi atorgat al millor manga yaoi o Boys' Love (BL).
| Títol                   | Autor        | Editorial    |
| ----------------------- | ------------ | ------------ |
| Given                   | Natsuki Kizu | Milky Way    |
| La canción del amanecer | Ichika Yuno  | Arechi Manga |
| Sasaki y Miyano         | Shô Harusono | Panini Manga |

#### Millor yuri
Premi atorgat al millor manga yuri.
| Títol                          | Autor            | Editorial      |
| ------------------------------ | ---------------- | -------------- |
| El fin del mundo de las brujas | Kujira           | Arechi Manga   |
| La luna en una noche de lluvia | Kuzushiro        | Distrito Manga |
| Me enamoré de la villana       | Anoshimo i Inori | Arechi Manga   |

#### Millor manga d'autor espanyol
Premi concedit al millor manga d’autoria autòctona.
| Títol        | Autor           | Editorial             |
| ------------ | --------------- | --------------------- |
| Limbo        | Ana C. Sánchez  | Planeta Comic         |
| Okasaan      | Joan C.         | Norma                 |
| Urara vol. 3 | Ran i Kurohaine | Letrablanka Editorial |

#### Millor light novel
Premi atorgat a la millor novel·la lleugera o ranobe.
| Títol                                           | Autor/a                         | Editorial         |
| ----------------------------------------------- | ------------------------------- | ----------------- |
| La tejedora que urde una història de amor ciego | Mahiro Kobayakawa i Nagi Kasumi | Monogatari Novels |
| Me enamoré de la villana                        | Hanagata i Inori                | Sekai Editorial   |
| Yona, Princesa del Amanecer: Bajo la misma luna | Tôko Fujitani i Mizuho Kusanagi | Norma             |

#### Millor fanzine
Premi atorgat al millor fanzine de o sobre manga.
| Títol                                      | Autor/s                      |
| ------------------------------------------ | ---------------------------- |
| ONE SHOT JAM 2022                          | Diversos autors              |
| Transition 5                               | Diversos autors              |
| Un guionista y un dibujante hacen un manga | I.L. Escudero i Carlo Romero |

#### Millor manga en català
Premi atorgat al millor manga publicata en català.
| Títol        | Autor/a           | Editorial      |
| ------------ | ----------------- | -------------- |
| Haikyū!!     | Haruichi Furudate | Planeta Cómic  |
| One Piece    | Eiichiro Oda      | Planeta Cómic  |
| Wind Breaker | Nii Satoru        | Distrito Manga |

### Apartat anime

#### Millor estrena de pel·lícula d'anime
Premi concedit a la millor estrena de pel·lícula d'anime.
| Títol                                          | Direcció         | Distribució                             |
| ---------------------------------------------- | ---------------- | --------------------------------------- |
| One Piece Film: Red                            | Gorō Taniguchi   | Selecta Visión (Amb doblatge en català) |
| Shin-chan y el misterio de la Academia Tenkasu | Wataru Takahashi | Alfa Pictures i Luk International       |
| The First Slam Dunk                            | Takehiko Inoue   | Selecta Visión (Amb doblatge en català) |

#### Millor pel·lícula d'anime en format físic (BR/DVD)
Premi concedit al millor anime (pel·lícula o sèrie) en format DVD o Blu-ray.
| Títol                                          | Direcció       | Distribució                                      |
| ---------------------------------------------- | -------------- | ------------------------------------------------ |
| Belle                                          | Mamoru Hosoda  | A Contracorriente Films (Amb doblatge en català) |
| One Piece Film: Red                            | Gorō Taniguchi | Selecta Visión (Amb doblatge en català)          |
| Pájaro que trina no vuela. Nubes que se funden | Kaori Makita   | Jonu Media                                       |

#### Millor estrena de sèrie d'anime
Premi concedit a la millor estrena d’anime.
| Títol          | Direcció                       | Distribució |
| -------------- | ------------------------------ | ----------- |
| Chainsaw Man   | Ryū Nakayama / Makoto Nakazono | Crunchyroll |
| Jujutsu Kaisen | Sunghoo Park                   | Crunchyroll |
| Oshi no Ko     | Daisuke Hiramaki               | Anime Box   |

#### Millor anime amb doblatge en català
Premi concedit a la millor estrena d'anime en català.
| Títol                         | Direcció                      | Distribució |
| ----------------------------- | ----------------------------- | ----------- |
| Haikyū!!                      | Yuki Hayashi, Asami Tachibana | SX3         |
| One Piece                     | Marc Jobst                    | SX3         |
| Sakura, la caçadora de cartes | Morio Asaka                   | SX3         |

#### Premi Auditori
El premi Auditori a la millor pel·lícula d'anime és un premi votat pel públic al llarg dels quatre dies que dura el festival. S'atorga al millor anime projectat durant la convenció.
- Detectiu Conan: Black iron submarine

| Títol internacional/original                                                                                                   | Doblatge en català                   | Direcció           |
| --- | ------------------------------------ | ------------------ |
| Detective Conan: Black Iron Submarine (名探偵コナン 黒鉄の魚影, Meitantei Konan: Kurogane no Sabumarin)                        | Detectiu Conan: Black iron submarine | Yuzuru Tachikawa   |
| The First Slam Dunk | The First Slam Dunk                  | Takehiko Inoue     |
| Lonely Castle in the Mirror (かがみの孤城, Kagami no Kojō)                                                                     | -                                    | Keiichi Hara       |
| The Tunnel to Summer, the Exit of Goodbyes (夏へのトンネル、さよならの出口, Natsu e no Tonneru, Sayonara no Deguchi)           | El túnel dels desitjos               | Tomohisa Taguchi   |
| Mobile Suit Gundam: Cucuruz Doan's Island (機動戦士ガンダム ククルス・ドアンの島, Kidō Senshi Gandamu: Kukurusu Doan no Shima) | -                                    | Yoshikazu Yasuhiko |
| Digimon Adventure 02: The Beginning (デジモンアドベンチャー02 THE BEGINNING, Dejimon Adobenchā Zero Tsū: Za Biginingu)         | Digimon Adventure 02: The Beginning  | Tomohisa Taguchi   |

## Convidats
Entre els invitats internacionals més destacats hi constava un equip encapçalat per l'autor canadenc Bryan Lee O'Malley, que venia acompanyat d'Abel Góngora i Kohei Sakita, implicats en l'adaptació a l'anime de la sèrie Scott Pilgrim. Abel Góngora, membre del reputat estudi japonès Science SARU creat per Masaaki Yuasa, era l'encarregat de dirigir una adaptació a l'anime del manga de Lee O'Malley: Scott Pilgrim Takes Off. En representació de l'estudi, va venir també el productor japonès Kohei Sakita.
Al gran escenari va destacar la presència de diversos artistes responsables dels opening i demés temes de populars animes, com Centimillimental (Given), Vicke Blanka (Black Clover), Anly (Naruto Shippuden), Ayumi Miyazaki (Digimon) i Yoko Ishida (Sailor Moon R).
Altres convidats foren Tokyo Genso, un artista conegut per les seves il·lustracions futuristes i fantàstiques que sovint presenta nous mons i visions de Toquio.
A l'espai "Manga Stream", Maddi Rivas (Umaru) va presentar el seu primer llibre Quan la por es va convertir en amor. La meva història amb la lectura, la dislèxia i el manga.
Pel que fa a les activitats de masterclass i espais reservats a entrevistes, hi destacà la presència de l'il·lustrador Hisato Murasaki, encarregat de l'adaptació al manga de l'exitosa sèrie de videojocs Persona 5 (en japonès: ペルソナ5; en Hepburn: Perusona Faibu); així com l'autor francès Arnaud Dollen, encarregat de dirigir una adaptació en format àlbum en la tradició de la BD francesa del clàssic del manga i anime de Saint Seiya.
La llista de convidats es va completar amb el músic basc Fermin Muguruza, que va venir a parlar sobre anime al pòdcast Puja al puto robot!.

## Programa cultural

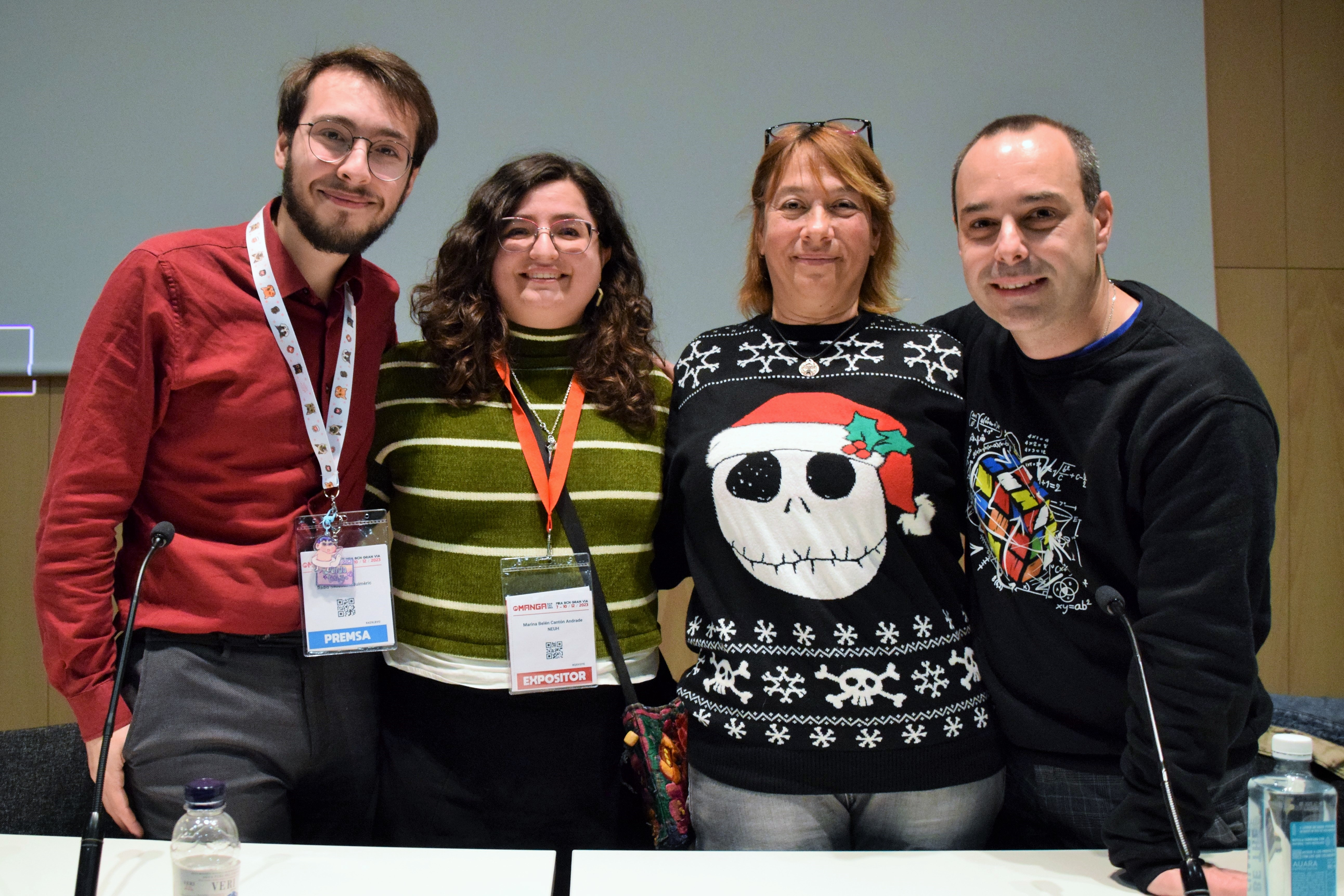
Taula rodona "Escriure Boys Love a Catalunya".

### Gran Escenari
| Data                    | Hora        | Acte                                             |
| ----------------------- | ----------- | ------------------------------------------------ |
| Dijous 7 de desembre    | 11.00-12.30 | Kame Band                                        |
| Dijous 7 de desembre    | 15.00-16.00 | Victormame                                       |
| Dijous 7 de desembre    | 16.00-17.00 | Yoko Ishida                                      |
| Dijous 7 de desembre    | 17.00-18.00 | Vicke Blanka                                     |
| Dijous 7 de desembre    | 18.00-19.30 | Just Sing!                                       |
| Dijous 7 de desembre    | 19.30-20.00 | K-pop random dance (Vice2Dance)                  |
| Divendres 8 de desembre | 11.00-12.00 | Kame Band                                        |
| Divendres 8 de desembre | 12.00-13.30 | Idol Contest                                     |
| Divendres 8 de desembre | 14.30-15.30 | Ayumi Miyazaki (Digimon)                         |
| Divendres 8 de desembre | 14.30-15.30 | Tenkaichi Musical + actuació sorpresa            |
| Divendres 8 de desembre | 15.30-16.30 | Yoko Ishida                                      |
| Divendres 8 de desembre | 16.30-17.30 | Centimillimental                                 |
| Divendres 8 de desembre | 17.30-20.00 | Extreme Cosplay Gathering (ECG)                  |
| Dissabte 9 de desembre  | 11.00-12.00 | Kame Band                                        |
| Dissabte 9 de desembre  | 12.00-13.30 | Idol Matsuri                                     |
| Dissabte 9 de desembre  | 13.30-14.30 | Anly                                             |
| Dissabte 9 de desembre  | 14.30-15.30 | Victormame                                       |
| Dissabte 9 de desembre  | 15.30-16.30 | Barcelona Taiko                                  |
| Dissabte 9 de desembre  | 16.30-17.30 | Vicke Blanka                                     |
| Dissabte 9 de desembre  | 17.30-20.00 | World Cosplay Summit (amb intermedi de DJ Turbo) |
| Diumenge 10 de desembre | 11.00-12.00 | Kame Band                                        |
| Diumenge 10 de desembre | 12.00-12.30 | Cosplay Petit                                    |
| Diumenge 10 de desembre | 12.30-14.00 | K-pop dance fight fest                           |
| Diumenge 10 de desembre | 14.00-14.30 | Q&A Centimillimental: darrera la música de Given |
| Diumenge 10 de desembre | 14.30-15.30 | Centimillimental                                 |
| Diumenge 10 de desembre | 16.00-17.00 | Anly                                             |
| Diumenge 10 de desembre | 17.00-20.00 | Cosplay Performance & Cosplay Parade             |

### Auditori
| Data                    | Hora        | Acte |
| ----------------------- | ----------- | --- |
| Dijous 7 de desembre    | 11.00-13.00 | Homenatge a Leiji Matsumoto: Space Pirate Captain Harlock (VOSE). Presenta: Oriol Estrada                                                                                        |
| Dijous 7 de desembre    | 13.30-15.30 | Especial episodis de One Piece: One Piece Gear 5th (capitols 1071, 1072, 1073, 1074) (VOSE). Presenta: Toei Animation                                                            |
| Dijous 7 de desembre    | 16.00-18.00 | Estrena: First Slam Dunk (VOSE). Presentació: Selecta Visión |
| Dijous 7 de desembre    | 18.30-19.30 | Especial episodis: Fluffy Paradise (Ep.1) + A Sing of Affection (Ep.1) (VOSE). Presentació: Crunchyroll                                                                          |
| Divendres 8 de desembre | 11.00-13.00 | Clàssics: Utena, la chica revolucionaria (VOSE). Presentació: José Luis Puertas (Xowed)                                                                                          |
| Divendres 8 de desembre | 13.00-15.00 | Scott Pilgrim da el salto (Capítol 1, VOSE). Presentació de l'anime i projecció amb Bryan Lee O'Malley (creador), Abel Góngora (director) i Kohei Sakita (productor)             |
| Divendres 8 de desembre | 15.30-17.45 | Gran estrena: El Castell a través del Mirall (VOSE). Presentació: Àngel Sala (Director del Sitges Film Festival)                                                                 |
| Divendres 8 de desembre | 17.45-20.00 | Estrena: Suzume (VOSE) |
| Dissabte 9 de desembre  | 10.30-11.30 | Especial episodis: Bartender-Glass of God (Ep.1) + 7th Time Loop (Ep. 1, VOSE). Presentació: Crunchyroll                                                                         |
| Dissabte 9 de desembre  | 12.00-13.30 | Clàssics: 35è Aniversari Estrena El meu veí Totoro (VOSE). Presentació: CineAsia                                                                                                 |
| Dissabte 9 de desembre  | 13.45-15.00 | Gran estrena: El túnel de los deseos (VOSE). Presentació: José Luis Puertas (Xowed)                                                                                              |
| Dissabte 9 de desembre  | 15.30-17.30 | Gran estrena: Mobile Suit Gundam: Cucuruz Doan's Island (VOSE) |
| Dissabte 9 de desembre  | 17.30-20.00 | Esdeveniment especial: First Slam Dunk. Trobada amb actors de doblatge + projecció. Versió doblada en Català                                                                     |
| Diumenge 10 de desembre | 11.00-13.00 | Esdeveniment especial: Digimon Adventure: Last Evolution (VOSE). Presenta: Yosuke Kinoshita                                                                                      |
| Diumenge 10 de desembre | 13.00-14.30 | Scott Pilgrim da el salto (Capítol 1, Versió doblada a l'espanyol). Presentació i projecció amb Bryan Lee O'Malley (creador), Abel Góngora (director) i Kohei Sakita (productor) |
| Diumenge 10 de desembre | 15.00-17.00 | Especial gran estrena: Pel·lícula sorpresa: Digimon Adventure 02: The Beginning (VOSE)                                                                                           |
| Diumenge 10 de desembre | 17.30-19.30 | Estrena: Detectiu Conan: Black Iron Submarine - Versió Doblada en Català. Presenta: CineAsia                                                                                     |

### Manga Stream
| Data                    | Hora        | Acte |
| ----------------------- | ----------- | --- |
| Dijous 7 de desembre    | 10.00-11.00 | Noticiari matinal del Manga Barcelona |
| Dijous 7 de desembre    | 11.00-12.00 | L'evolució de Digimon Adventure: de la sèrie de 1999 a l'actualitat. Amb Beatriz Martínez i Saida Herrero. (CAST)                         |
| Dijous 7 de desembre    | 12.00-13.00 | Història i viatge d'autodescobriment a través de la moda alternativa. Amb Magdalena Gomez Carbonell - Madame Chocolat, Violet Fane        |
| Dijous 7 de desembre    | 13.00-14.00 | Podcast: Les lladres del temps. "La importància de la música en l'anime" Amb Víctormame (CAT)                                             |
| Dijous 7 de desembre    | 14.00-14.30 | Entrevista als guanyadors a la Millor obra d'autoria espanyola                                                                            |
| Dijous 7 de desembre    | 14.30-15.00 | Entrevista: Laia Servera (SX3) + Anunci SX3 (CAT)                                                                                         |
| Dijous 7 de desembre    | 15.00-16.00 | Podcast: 40 anys de manga i anime en català. Amb El Mangazín, RinandCat, Samfaina Visual, Illa Punteria, Ladymangahep i Encinestrat (CAT) |
| Dijous 7 de desembre    | 16.00-17.00 | L'spokon a Espanya. Amb Viva er Manga i Neo Anime Z (CAST)                                                                                |
| Dijous 7 de desembre    | 17.00-18.00 | Podcast: Entre lliris i faldilles, representació lèsbica al manga. Amb Ramen Para Dos (CAST)                                              |
| Dijous 7 de desembre    | 18.00-20.00 | Mangas y otras viñetas en directe (CAST)                                                                                                  |
| Divendres 8 de desembre | 10.00-11.00 | Noticiari matinal del Manga Barcelona |
| Divendres 8 de desembre | 11.00-11.30 | Cosplay for charity: Project Niko & Star Wars Catalunya                                                                                   |
| Divendres 8 de desembre | 11.30-12.30 | Doraemon sí o Doraemon no? Debat entre Xavi Omella i Fosfobit. Modera: El Racó del Manga (CAT)                                            |
| Divendres 8 de desembre | 12.30-13.00 | Impressió 3D al cosplay: per Cosmaker Lab & Kaotic Alchemist                                                                              |
| Divendres 8 de desembre | 13.00-13.30 | Entrevista: Umaru (CAST) |
| Divendres 8 de desembre | 13.30-15.00 | Podcast: Pel poder de les fans! Amb Ramen Para Dos (CAST)                                                                                 |
| Divendres 8 de desembre | 15.00-16.00 | Podcast: Sopa de Miso (CAT) |
| Divendres 8 de desembre | 16.00-17.00 | Entrevista Science Saru x Scott Pilgrim amb Bryan Lee O'Malley, Abel Góngora i Kohei Sakita - Manga Stream                                |
| Divendres 8 de desembre | 17.00-18.00 | Podcast: “Allò que l’anime ens ha ensenyat” amb Viatge a Ganimedes (CAT)                                                                  |
| Divendres 8 de desembre | 18.00-19.00 | L’estat del manga en català. Amb Ooso Comic, Norma Editorial. Modera: El Racó del Manga (CAT)                                             |
| Divendres 8 de desembre | 19.00-20.00 | El millors moments de Bola de Drac en format físic: DVD & Bluray. Amb Selecta Visión.                                                     |
| Dissabte 9 de desembre  | 10.00-11.00 | Noticiari matinal del Manga Barcelona |
| Dissabte 9 de desembre  | 11.00-11.30 | Cosplay for charity: Project Niko & Star Wars Catalunya                                                                                   |
| Dissabte 9 de desembre  | 11.30-12.00 | Q&A Anly |
| Dissabte 9 de desembre  | 12.00-13.00 | Trencant les cadenes: la saga Persona. Amb Persona Spain (CAST)                                                                           |
| Dissabte 9 de desembre  | 13.00-13.30 | Entrevista: Hisato Murasaki |
| Dissabte 9 de desembre  | 13.30-14.00 | Q&A pannel cosplayer (Anaelic, Pretzl, Secret Geek)                                                                                       |
| Dissabte 9 de desembre  | 14.00-14.30 | Entrevista: Tokyo Genso (CAST). |
| Dissabte 9 de desembre  | 14.30-16.00 | Otaquiz |
| Dissabte 9 de desembre  | 16.00-16.30 | Podcast: L'EinaCat al Manga de l'infern: Japó (CAT)                                                                                       |
| Dissabte 9 de desembre  | 17.00-18.00 | Podcast: Puja al puto robot! amb Fermin Muguruza (CAT)                                                                                    |
| Dissabte 9 de desembre  | 18.00-19.30 | Podcast: Old-takus, vam ser els primers i no ho sabíem (CAST). Amb Estamos al Mando, Sayonara Baby i Nunca Te Acostarás                   |
| Dissabte 9 de desembre  | 19.30-20.00 | Podcast: L'EinaCat al Manga de l'infern: Corea del Sud (CAT)                                                                              |
| Diumenge 10 de desembre | 10.00-11.00 | Noticiari matinal del Manga Barcelona |
| Diumenge 10 de desembre | 11.00-11.30 | Entrevista: Arnaud Dollen |
| Diumenge 10 de desembre | 11.30-12.30 | Entrevista: Fermin Muguruza (CAST) |
| Diumenge 10 de desembre | 12.30-13.30 | El Racó del Manga: La Taverna al Manga Barcelona (CAT)                                                                                    |
| Diumenge 10 de desembre | 13.30-14.30 | La Nit Friki amb Marc Zanni, Aleix Estadella, Elisabeth Bargalló i Domènech Farell (CAT)                                                  |
| Diumenge 10 de desembre | 14.30-16.00 | Otaquiz |
| Diumenge 10 de desembre | 16.00-17.00 | Entrevista: Anime Tattoo amb Carlos Fabra, Yeik i Ikos                                                                                    |
| Diumenge 10 de desembre | 17.00-18.00 | Q&A Hanavbara |
| Diumenge 10 de desembre | 19.00-19.30 | Entrevista tancament Manga Barcelona. Amb Meritxell Puig i Oriol Estrada. Modera: El Racó del Manga (CAT)                                 |

### Sala Manga Academy
| Data                    | Hora        | Acte |
| ----------------------- | ----------- | --- |
| Dijous 7 de desembre    | 14.00-15.00 | Masterclass Escola Joso: Krymsoul amb XGREEN |
| Dijous 7 de desembre    | 15.00-16.00 | Haikyuu! i la seva influència en el voleibol a Catalunya. Amb la Federació Catalana de Voleibol (CAT)                                                          |
| Dijous 7 de desembre    | 16.00-17.00 | El futur de l'anime en català als cinemes. Amb El Racó del Manga, Francesc X. Vila (Secr. Política lingüística) i Miquel Strubell (CAT)                        |
| Dijous 7 de desembre    | 17.00-18.00 | 35 anys de Totoro (CAST) |
| Dijous 7 de desembre    | 18.00-19.00 | Presentació col·lectiva de fanzines |
| Dijous 7 de desembre    | 19.00-20.00 | Ashita no Joe i el seu context social al Japó de postguerra. Amb Ferran de Vargas, El Mangazín i Oriol Estrada. (CAT)                                          |
| Divendres 8 de desembre | 11.00-12.00 | Masterclass Escola Joso: Kohva, Nebesta, Edo amb KONATA |
| Divendres 8 de desembre | 12.00-13.00 | 25 anys del boom del shojo manga a Espanya: de Marmalade Boy a Signos de Afecto. Amb Pro Shoujo Spain. (CAST)                                                  |
| Divendres 8 de desembre | 13.00-14.00 | Q&A + Masterclass amb Tokyo Genso. |
| Divendres 8 de desembre | 14.00-15.00 | Introducció al BL i Yuri. Amb Ladymangahep i Darumuasan (CAT)                                                                                                  |
| Divendres 8 de desembre | 15.00-16.00 | Publicar a Webtoon. Amb Miriam Bonastre i Carles Dalmau (CAST)                                                                                                 |
| Divendres 8 de desembre | 16.00-17.00 | J-Horror, el cinema de terror japonès. Amb CineAsia (CAST) |
| Divendres 8 de desembre | 17.00-18.00 | La Màgia de l'Anime, molt més que dibuixos animats. Amb Nunca Te Acostarás (CAST)                                                                              |
| Divendres 8 de desembre | 18.00-19.00 | Homenatge Matsumoto Leiji: de Capitán Harlock a Interstella 5555. Amb Oriol Estrada (CAST)                                                                     |
| Divendres 8 de desembre | 19.00-20.00 | Cròniques de viatges al Japó. Amb Amaia Arrazola, Julia Cejas (CAST)                                                                                           |
| Dissabte 9 de desembre  | 11.30-12.30 | La dislèxia i el manga. Amb Umaru (CAST) |
| Dissabte 9 de desembre  | 12.30-13.30 | Escriure Boys Love a Catalunya. Amb Gemma Minguillón, Josep Rodríguez, Marina Golondrina. Modera: Iker Mons (CAT)                                              |
| Dissabte 9 de desembre  | 13.30-14.15 | Q&A Digimon. Amb Ayumi Miyazaki i Yosuke Kinoshita. |
| Dissabte 9 de desembre  | 14.30-15.15 | Masterclass Escola Joso: Gryphoon, Fantasy Riders. Amb Luis Montes                                                                                             |
| Dissabte 9 de desembre  | 15.15-16.00 | Q&A Arnaud Dollen |
| Dissabte 9 de desembre  | 16.00-17.00 | Idols, manga i anime: de Eriko a Ai Hoshino, passant per Lynn Minmei. Amb Ester Gomà i Jaime Ortega de Mangaes (CAST).                                         |
| Dissabte 9 de desembre  | 17.00-18.00 | Presentació de novetats d'El Racó del Manga (CAT) |
| Dissabte 9 de desembre  | 18.00-19.00 | Q&A amb Miriam Bonastre |
| Dissabte 9 de desembre  | 19.00-20.00 | Les veus d’Inuyasha. Amb Gemma Ibáñez i Isabel Valls. Modera: El Racó del Manga (CAT).                                                                         |
| Diumenge 10 de desembre | 11.00-12.00 | Masterclass Escola Joso: El Duelo Magno, amb Gemrine |
| Diumenge 10 de desembre | 12.00-13.30 | 35 anys d'Akira (CAST) |
| Diumenge 10 de desembre | 13.30-15.00 | Taula rodona amb les editorials: Com va el manga a Espanya? (CAST)                                                                                             |
| Diumenge 10 de desembre | 15.00-16.00 | Vosaltres teniu Star Wars, nosaltres robots gegants. Una ullada al gènere quasi exclusiu de la ci-fi japonesa. Amb Ester Gomà i Jaime Ortega de Mangaes (CAST) |
| Diumenge 10 de desembre | 16.00-17.00 | Xerrada sobre participació Premi Internacional Manga de Japó                                                                                                   |
| Diumenge 10 de desembre | 17.00-19.00 | Mini-Aplek de La Fera: Trobada de creadors de contingut de manganime en català (CAT).                                                                          |

## Galeria d'imatges

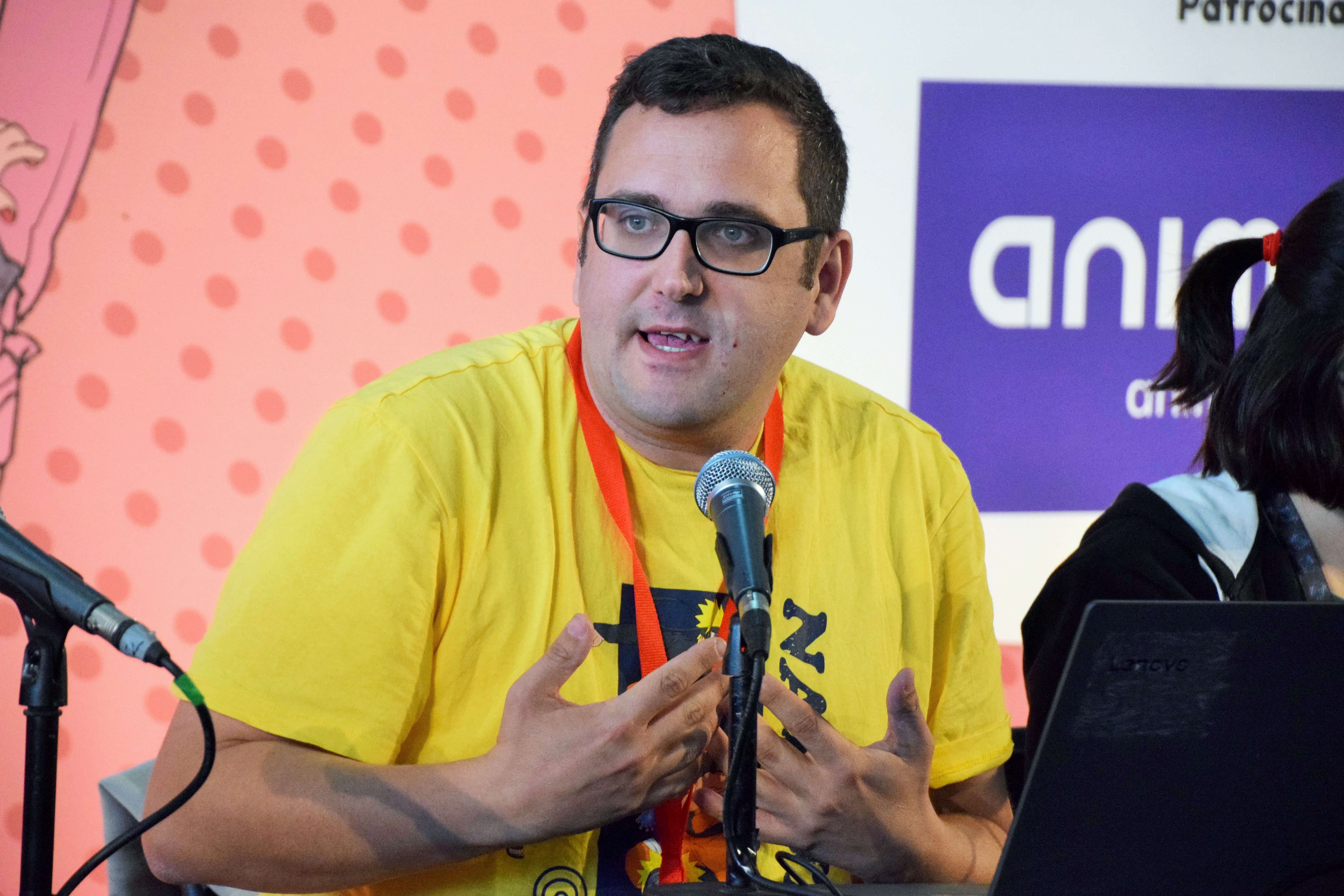
El Mangazín Podcast, a l'espai Manga Stream.
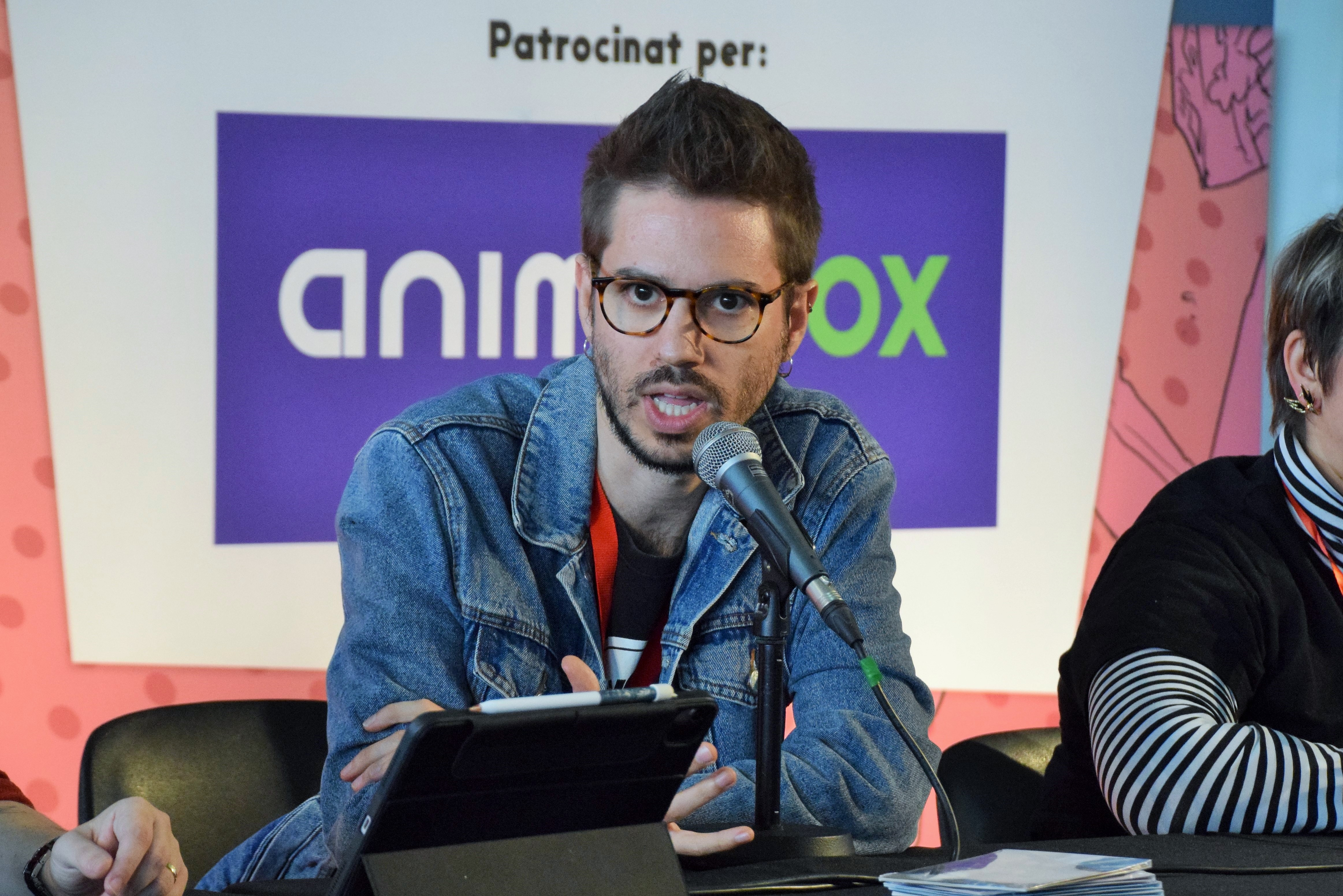
El cantant Victormame, al pòdcast "Les lladres del temps".
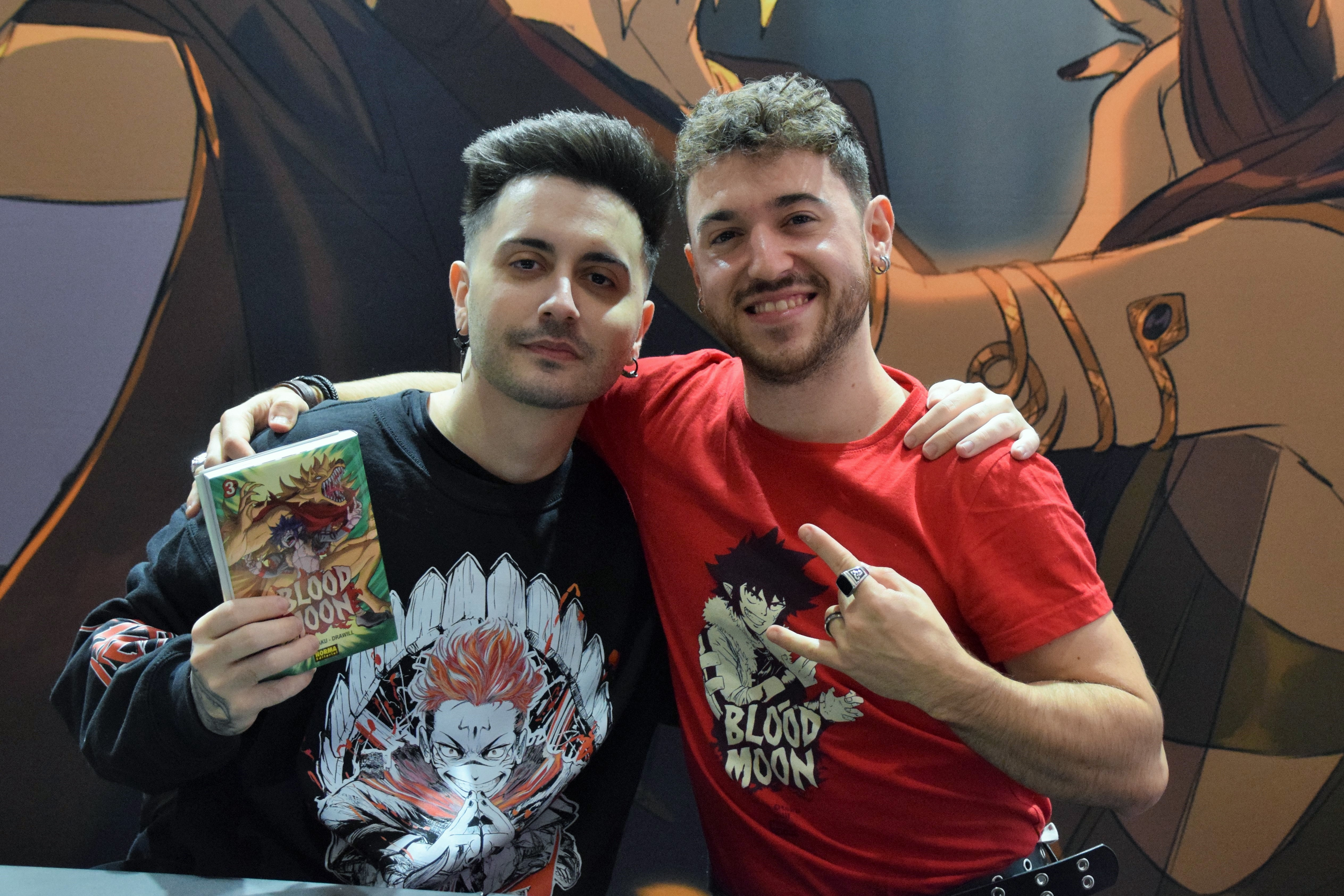
Wade Otaku i Drawill, autors de Blood moon.
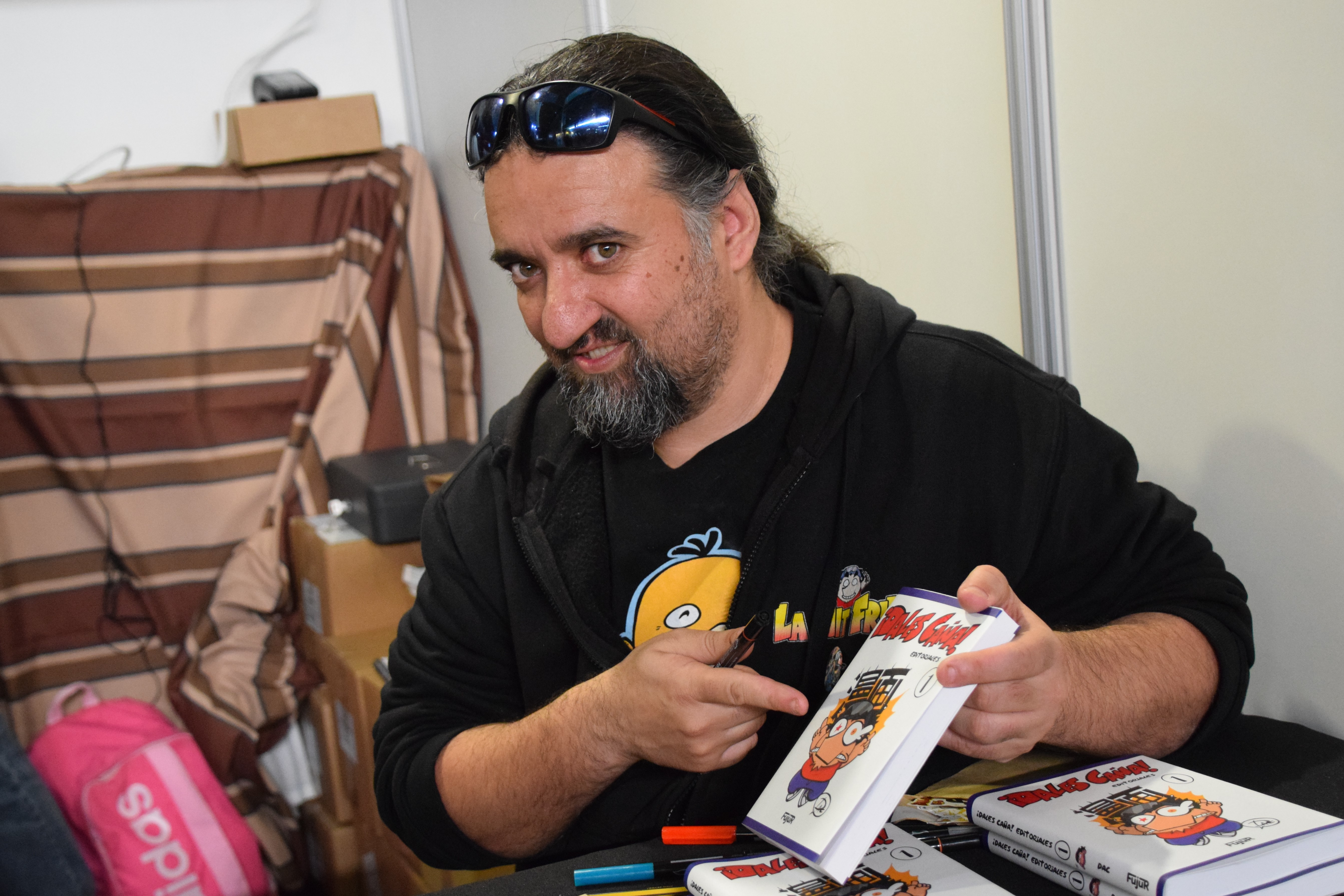
L'autor DAC, firmant exemplars de ¡Dales caña! .